# 圣马可时钟塔

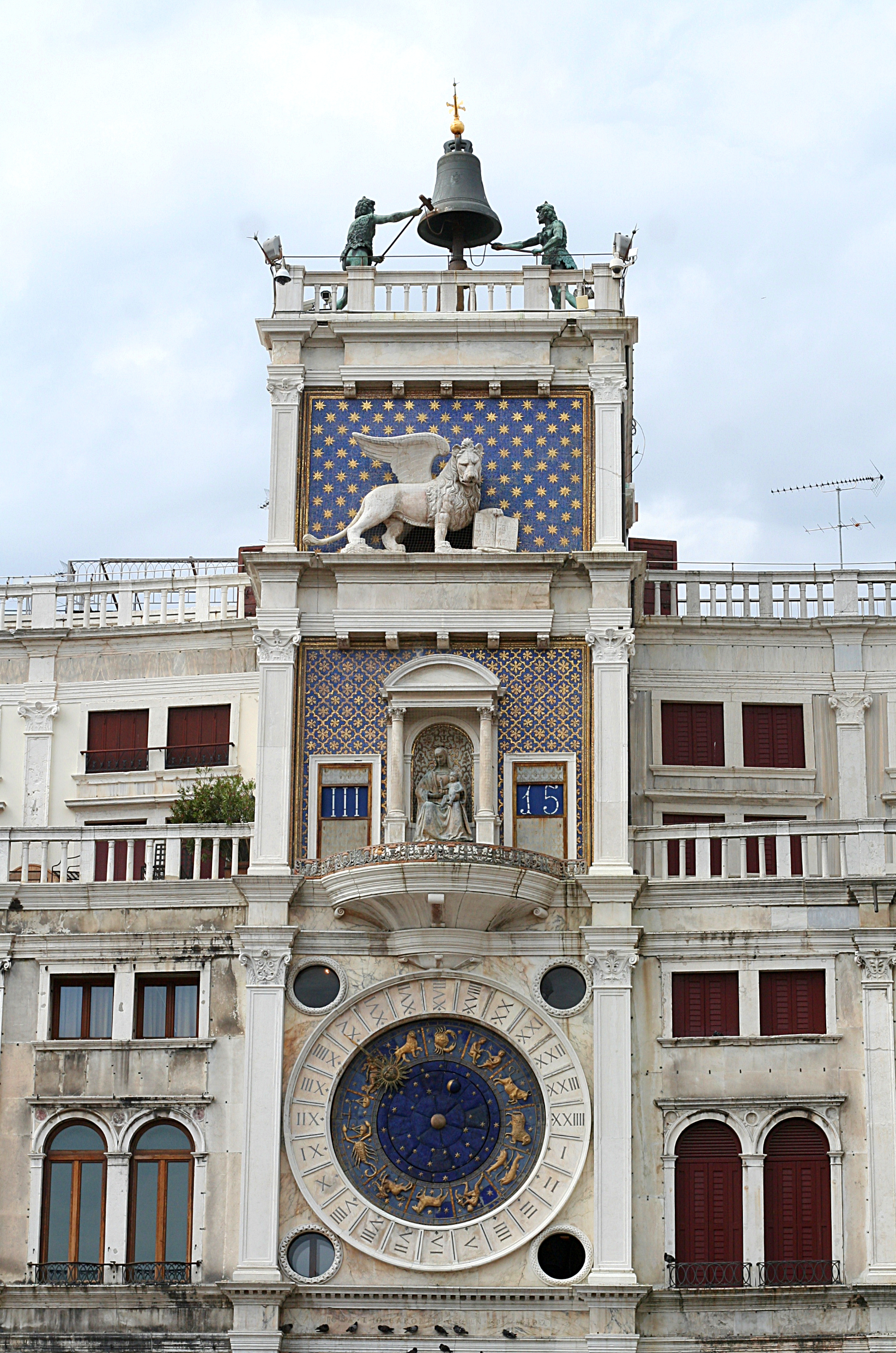
圣马可时钟塔

圣马可时钟塔（Torre dell'Orologio）是威尼斯的一座早期文艺复兴建筑，位于圣马可广场北侧，Merceria入口处。它包括中间一座带时钟的塔，以及两侧较低的建筑物。它毗邻Procuratie Vecchie的东端。

## 历史
塔和时钟的历史可追溯到15世纪末。它的大钟从泻湖水域都能看见，使每个人都注意到威尼斯的财富和荣耀。塔的下面两层设有巨大的拱门，通往城市的主要街道，Merceria,连接了政治和宗教中心圣马可广场与商业及金融中心里亚托。今天，它是由威尼斯博物馆基金会管理的11个场馆之一。
在塔顶的露台上有两个巨大的青铜“摩尔人”，穿着羊皮，腰间设有槌子，每到整点用来敲钟。一个较老，另一个较年轻，显示时间的推移。钟是原始的，上面的标志说明铸造于1497年。